# Eureka, Kansas
Eureka är en stad (city) i Greenwood County, Kansas, i delstaten Kansas, USA. Enligt United States Census Bureau har staden en folkmängd på 2 450 invånare (2015).

## Geografi
Eureka finns på 37°49′22″N 96°17′22″V / 37.82278°N 96.28944°V (37.822745, -96.289583).

## Kända personer från Eureka
- Bob Whittaker, politiker